# Martina Leistenschneider
Martina Leistenschneider (* 22. Mai 1935 in Bietzen; † 29. Dezember 2022) war eine deutsche Politikerin der CDU. Sie war von 1989 bis 2003 Abgeordnete des Hessischen Landtags.

## Ausbildung und Beruf
Nach der Grundschule und dem Realgymnasium besuchte Martina Leistenschneider die Krankenpflegefachschule, machte einen Abschluss als examinierte Krankenschwester und arbeitete in diesem Beruf.
Nach ihrer Heirat mit Josef Leistenschneider, der 1963 Bürgermeister von Salmünster und später von Bad Soden-Salmünster wurde und dies bis zu seinem Tod 1976 blieb, gab sie die Berufstätigkeit auf und kümmerte sich um ihre vier Kinder. Martina Leistenschneider war römisch-katholisch und verwitwet.

## Politik
Martina Leistenschneiders politisches und vor allem auch kommunalpolitisches Engagement begann nach dem plötzlichen Tod ihres Mannes im Jahre 1976.
Sie war seit 1975 Mitglied der CDU und hatte in der Partei eine Vielzahl von Ämtern inne: Seit 1977 als Mitglied im Vorstand der CDU Bad Soden-Salmünster aktiv führte sie den Stadtverband seit 1989. Von 1983 bis 1998 war sie Mitglied im Kreisvorstand der CDU Main-Kinzig-Kreis. Seit 1992 war sie Mitglied des Landesvorstandes der CDU Hessen und seit 1997 im Bezirksvorstand Osthessen.
Kommunalpolitisch war Martina Leistenschneider als Stadtverordnete in Bad Soden-Salmünster (1977 bis 1989, davon 1981 bis 1985 als stellvertretende Stadtverordnetenvorsteherin) und seit 1981 als Kreistagsabgeordnete im Main-Kinzig-Kreis aktiv. 1985 bis 1989 war sie auch Fraktionsvorsitzende im Stadtparlament.
Über vier Wahlperioden hinweg, vom 7. Januar 1989 bis zum 2. Februar 2003 war sie Mitglied des Hessischen Landtages. Nachdem sie bei der Landtagswahl in Hessen 1987 als Vertreterin für Rolf Müller im Wahlkreis Main-Kinzig III kandidiert hatte, rückte sie nach knapp zwei Jahren für ihn in den Landtag nach, als er Staatssekretär in der Staatskanzlei wurde. Anschließend wurde sie bei den Landtagswahlen 1991, 1995 und 1999 im Wahlkreis Main-Kinzig III direkt gewählt.
Martina Leistenschneider starb am 29. Dezember 2022.